# Ahmed Basiony
Ahmed Basiony (* 1978 in Kairo; † 28. Januar 2011 ebenda) war ein ägyptischer Medien- und Videokünstler.

## Leben und Werk
Ahmed Basiony schloss sein Studium als Kunsterzieher an der Helwan-Universität im Jahre 2000 ab. Er lehrte dort und studierte bis zum Master im Bereich Klangkunst. Anschließend arbeitete er an seiner Doktorarbeit über die visuellen Aspekte der Open Source Programmierung im Verhältnis zu den Konzepten Digitaler Kunst. Basiony arbeitete in verschiedenen Medien. Anfangs schuf er großformatige expressionistische Gemälde, wandte sich dann in den Jahren 2001 bis 2005 der Installation, Neuen Medien und Multimedia zu.
Die Performance 30 Days of Running in the Space (2010) wurde auf der Biennale di Venezia als Medieninstallation auf fünf Bildschirmen präsentiert.
Am 25. Januar 2011 nahm Ahmed Basiony die Demonstration am Tahrir-Platz in Kairo auf. An den Schusswunden, die ihm die Scharfschützen der ägyptischen Polizei zufügten, starb Basiony am 28. Januar 2011. Ein Ausschnitt aus seinem letzten Video wurde auf der dOCUMENTA (13) gezeigt.